# Lochbach (Tauber)
Der Lochbach ist ein Bach im nördlichsten Baden-Württemberg von 9,5 km Länge, der bei Markelsheim von links in die Tauber mündet.

## Geographie

### Quelle und Verlauf

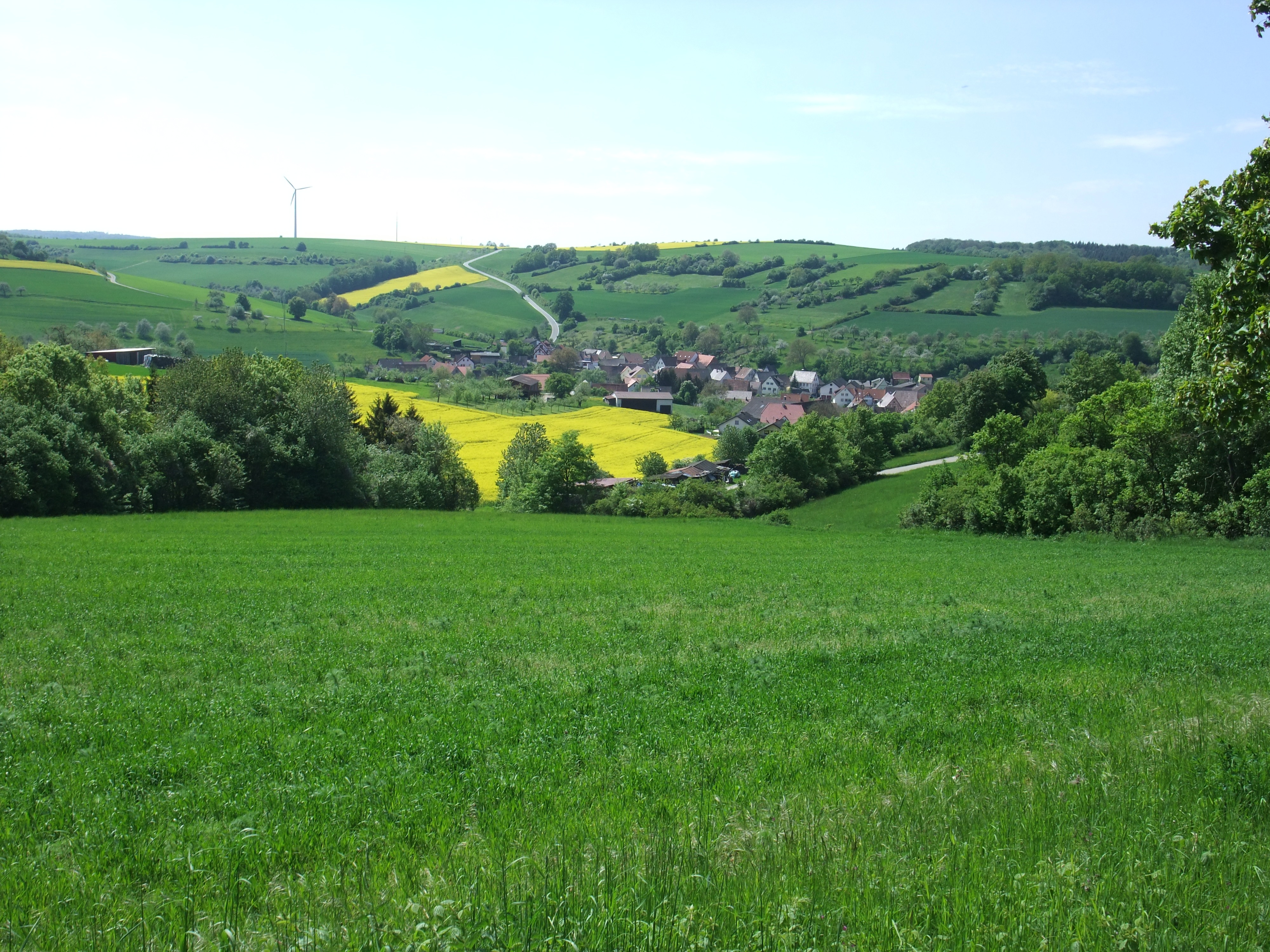
Blick von der Steige entlang dem Zufluss Klingenbach auf das Dorf Apfelbach und das Lochbachtal (von links hinten zur Mitte rechts)

Der Lochbach entsteht am Nordrand des Ortsteils Herbsthausen von Bad Mergentheim in einem kleinen nordwärts gestreckten Gehölz und läuft von hier an in nördliche Richtung, welche er bis zur Mündung im Wesentlichen beibehält. Sein Tal ist anfangs eine kaum merkliche, flache Mulde in ackerreicher Flur. Nach etwa einem Kilometer passiert er die links liegende Domäne Apfelhof, auf den nächsten zwei Kilometern durchquert dann seine Wiesensohle einen größeren Wald. Danach hat sich sein Bett auf etwa 300 m ü. NHN eingetieft und der Wald tritt an die obere Hangkante zurück, unterhalb der rechten laufen erstmals bewachsene Steinriegel den Eulenberg herab. Ab hier ziehen sich wieder in etwas Abstand Äcker längs des Baches, denen sich mit Annäherung an den Mergentheimer Ortsteil Apfelbach Obstwiesen zugesellen.
In Apfelbach, das in einer sich auch auf die Seitenhöhen ausbreitenden Rodungsinsel liegt, mündet nach etwas mehr als dem halben Lauf von links der Apfelbach auf etwa 265 m ü. NHN, der einzige Zufluss mit eigener Talbildung, der aber oft trockenfällt. Nach dem Sportplatz schon unterhalb des Dorfs liegt eine Talzone, in der auf rund 250 m ü. NHN viele Quellen austreten. Wenig danach wird der Bach mehr als einen Kilometer lang etwas über dem rechten Hangfuß in einem Mühlkanal geführt, während links davon der Alte Lochbach der Tiefenlinie des Tales folgt. Die zwei Zweige vereinen sich wieder am südlichen Ortsrand von Markelsheim, einem Ortsteil von Bad Mergentheim, das der Bach in vielen offenen Abschnitten durchquert.

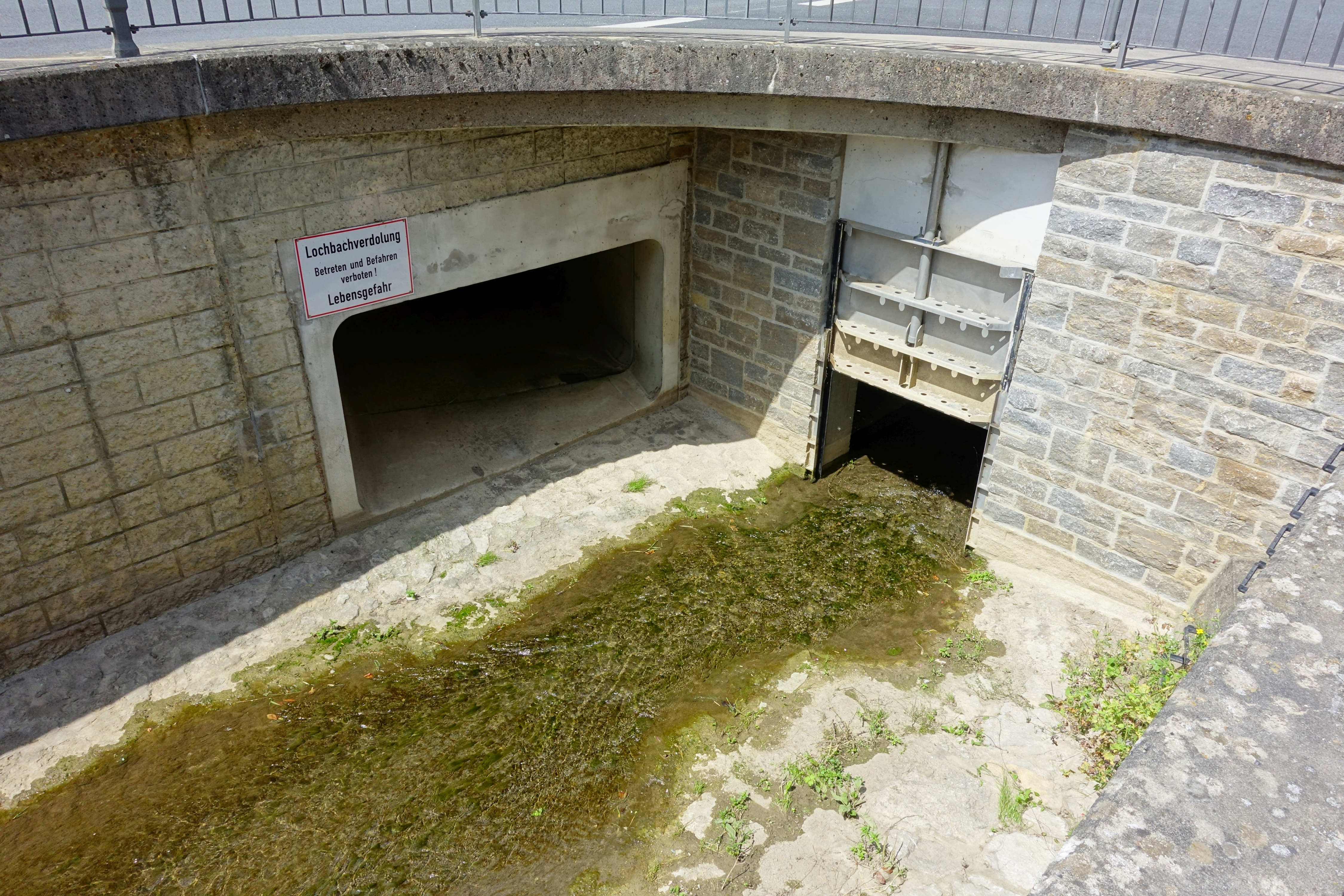
Schütz und Verdolung zum Schutz von Markelsheim bei Hochwasser der Tauber

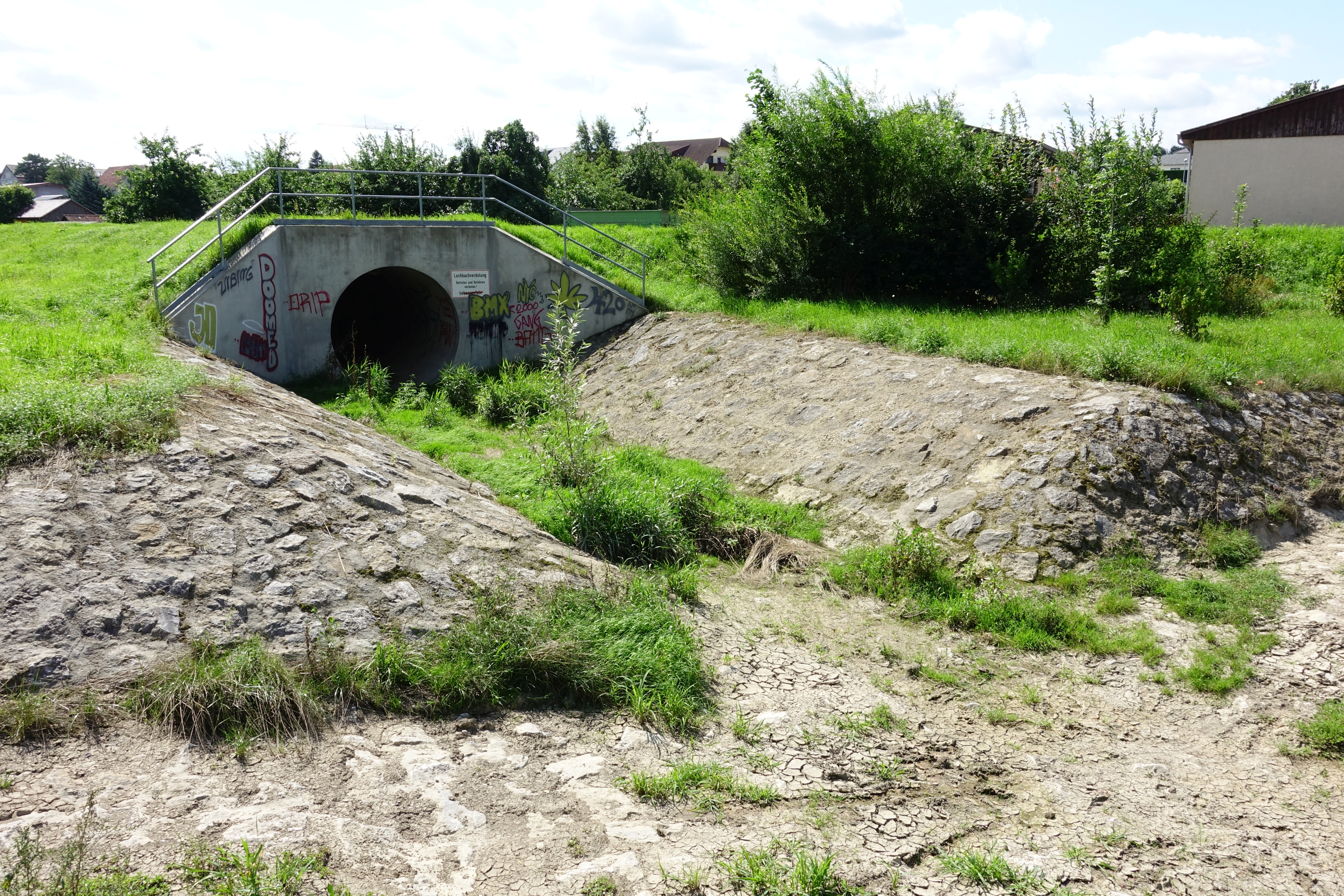
Auslauf der Verdolung, etwa 500 m talwärts

Der Lochbach mündet dann an der Markelsheimer Tauberbrücke von links und auf etwa 210 m ü. NHN in den linksseitigen Mühlkanal, der wenige Schritte danach wieder in die Tauber zurückfließt. Zum Schutz des Ortes vor Hochwasser wurde unmittelbar vor der Mündung in die Tauber ein Hochwasserschutztor als Absperrvorrichtung errichtet. Bei Bedarf wird der Bach entlang der Uferböschung der Tauber durch einen überdeckten Entlastungskanal (Verdolung) mit 2,5 Meter Innendurchmesser (DN 2500) als Bypass geleitet, der nach über 500 Metern talwärts in einen Auslaufbereich am Tauberufer mündet.
Schon ab Herbsthausen begleitet den Lochbach dicht zur Linken die K 2851 bis nach Apfelbach, ab wo die K 2888 weiter bis Markelsheim links neben dem Bach läuft.

### Einzugsgebiet
Der Lochbach hat ein Einzugsgebiet von fast 19 km² Größe. Es ist ein nordwärts orientierter Schlauch um den Bach. Im Osten und Süden konkurriert jenseits der Wasserscheide der Aschbach, im Westen der Wachbach, beides sind wenig längere und fast parallel laufende Zuflüsse ebenfalls der Tauber. Das Gebiet wird naturräumlich dem Tauberland zugerechnet, überwiegend dessen Unterraum Umpfer-Wachbach-Riedel, erst mündungsnah dem Unterraum Mittleres Taubertal.

### Zuflüsse
Hierarchische Liste der Zuflüsse und  Seen von der Quelle zur Mündung. Gewässerlänge, Seefläche und Einzugsgebiet und Höhe nach den entsprechenden Layern auf der Onlinekarte der LUBW. Andere Quellen für die Angaben sind vermerkt.
Ursprung des Lochbachs auf etwa 410 m ü. NHN am Nordrand von Herbsthausen nahe der Ringstraße.
- Apfelbach, von links und Süden in Apfelbach vor dem querenden Sailbergweg auf etwa 265 m ü. NHN, 2,9 km und 3,0 km².. Entsteht unweit einer Parkbucht der B 290 („Kaiserstraße“) auf etwa 370 m ü. NHN und fällt oft trocken.
- Klingegraben (oder doch Klingengraben?), von rechts und Osten in Apfelbach an der Sailbergweg-Brücke auf etwa 263 m ü. NHN, 0,8 km und ca. 0,8 km².[LUBW 6] Entsteht auf etwa 340 m ü. NHN an der oberen rechten Hangkante in der Klinge.
- Passiert einen Teich im Talgrund auf unter 240 m ü. NHN kurz vor einer Feldwegbrücke, unter 0,1 ha.
- Alter Lochbach, von links beim Friedhof am südlichen Ortsrand von Markelsheim auf etwa 222 m ü. NHN, 1,2 km und ca. 2,1 km².[LUBW 6]. Zweigt zuvor im Alten Gehäu links ab und läuft in der Mulde dicht neben dem Lochbach, der etwas über dem rechten Hangfuß fließt.
  - Gunzengraben, von links und Westen auf etwa 224 m ü. NHN weniger als 300 Meter vor dem Wiederzusammenlauf,  ca. 1,6 km²[LUBW 7] und ca. 1,3 km².[LUBW 6] Entsteht auf etwa 315 m ü. NHN neben der Talsteige von der B 290 nach Markelsheim und fließt im Unterlauf unterirdisch.
    -  Passiert einen Teich an der Bergseite der Talsteige unter den Weinbergen auf unter 290 m ü. NHN, 0,1 ha.
- → (Abgang des Flutentlastungskanals), nach links vor dem Durchlass unter der Engelbergstraße in Markelsheim, ca. 0,6 km.[LUBW 7] Der Durchlass kann bei Tauber-Hochwasser mit einem Schütz gesperrt werden. Der Kanal läuft westnordwestwärts längstenteils verdolt unter dem Hochwasserdamm links der Tauber neben der Jahnstraße und mündet dann auf unter 205 m ü. NHN vor der Nordwestecke der Markelsheimer Bebauung im Gewann Unterer Wasen.

Mündung des Lochbachs von links und zuletzt Südsüdwesten auf etwa 210 m ü. NHN an der Tauberbrücke von Markelsheim gegen Ende von deren Mittellauf in den Mühlkanal neben der Tauber, der schon wenige Meter abwärts in diese zurückläuft. Der Bach ist 9,5 km lang und hat ein Einzugsgebiet von 18,8 km².

### Flusssystem Tauber
- Liste der Fließgewässer im Flusssystem Tauber

### Ortschaften
Das gesamte Einzugsgebiet liegt auf Bad Mergentheimer Stadtgemarkung, bis auf etwa 10 ha an der östlichen Wasserscheide, die allermeist Wald und ganz unbesiedelt sind und der Stadtteilgemarkung Herrenzimmern der Stadt Niederstetten- angehören.
Am Lauf liegen nacheinander die Mergentheimer Teilorte
- Herbsthausen (Dorf, am Ursprung)
- Staatsdomäne Apfelhof (Gehöft, linker Hang)
- Apfelbach (Dorf)
- Markelsheim (Dorf, an der Mündung)

## Gewässergüte
Der Lochbach war mit Stand von 2004 auf seinem ganzen hierfür erfassten Lauf ab etwa der Mitte des Waldabschnitts unterhalb des Apfelhofes bis zur Mündung mäßig belastet (Güteklasse II).

## Geologie
Der Lochbach entsteht wenig unterhalb der Schichtgrenze zum Unterkeuper im Oberen Muschelkalk, erreicht schon in der Mitte seiner Waldstrecke unterhalb der Domäne Apfelhof den Mittleren Muschelkalk, zwischen seinem Waldaustritt und dem Dorf Apfelbach dann den Unteren Muschelkalk. Die Auensedimente des unteren Tals beginnen ungefähr beim Abgang des Alten Lochbachs.
Das Einzugsgebiet liegt fast ganz im Muschelkalk. Allein an seinem obersten Saum bei Herbsthausen zieht sich ein schmaler Streifen Unterkeuper entlang, an einer Stelle durch Lösssediment überlagert. Am Kamm zwischen Lochbach- und Aschbachtal liegt bei der Straße von Apfelbach nach Niederstetten-Rüsselhausen eine weitere kleine Löss-Insel.
Nahe der östlichen Wasserscheide rechts des oberen Tals zieht nordnordwestlich des Weilers Schönbühl durch das Hochholz eine etwa 2 km lange Störung.

## Schutzgebiete
Die außerörtlichen Flurlagen des Lochbachtales ab dem Apfelhof sowie des untersten Apfelbachtales gehören größtenteils dem Landschaftsschutzgebiet Bad Mergentheim an.
Der Lochbach und seine Uferzone gehören zum FFH-Gebiet Westlicher Taubergrund.
In Herbsthausen vor dem Friedhof stehen zwei Winterlinden, eine weitere an der Straßensteige von Apfelbach zur B 290, alle sind Naturdenkmale. Auch ein Stück Heide an dieser Kaiserstraße, von der ein Teil ins Einzugsgebiet des Apfelbachs ragt, ist so klassifiziert, ebenso wie im unteren Lochbachtal ein Feuchtgebiet in den Teufelswiesen am Ende des erwähnten quellreichen Talabschnitt sowie ein weiteres etwas unterhalb beim Argenbrunnen, das den Bach und einen halbhektargroßen Teich zu seiner Linken umgibt.
Große Teile des Lochbachtals stehen unter Biotopschutz. Es gibt hier ab dem Waldaustritt des Baches oberhalb von Apfelbach bis zum Ortsende sehr viele heckenüberwachsene Steinriegel an beiden Talhängen und auch an den unteren des zulaufenden Apfelbaches. Auch anderswo gibt es hier recht viele Hecken, denen sich etliche Magerrasenflächen zugesellen – besonders an den beidseitigen Hängen am Unterlauf – wie auch Heideflächen, etwa das oben schon erwähnte Naturdenkmal.
Der Lochbach selbst und seine Ufer sind abschnittsweise auf seiner Waldpassage und dann unterhalb von Apfelbach weithin recht naturbelassen. Ihn wie den Apfelbach begleiten oft Gehölze. Im Hangwald links gibt es an zwei Stellen kleine Klingen (Eichenklinge, Klinge an der Lichsen), die geschützt sind.

### LUBW
Amtliche Online-Gewässerkarte mit passendem Ausschnitt und den hier benutzten Layern: Lauf und Einzugsgebiet des Lochbachs

Allgemeiner Einstieg ohne Voreinstellungen und Layer: Daten- und Kartendienst der Landesanstalt für Umwelt Baden-Württemberg (LUBW) (Hinweise)
1. 1 2 3  Höhe nach dem Höhenlinienbild auf dem Hintergrundlayer Topographische Karte.
2. 1 2  Länge nach dem Layer Gewässernetz (AWGN).
3. 1 2  Einzugsgebiet aufsummiert aus den Teileinzugsgebieten nach dem Layer Basiseinzugsgebiet (AWGN).
4. 1 2  Seefläche nach dem Layer Stehende Gewässer.
5. ↑  Einzugsgebiet nach dem Layer Basiseinzugsgebiet (AWGN).
6. 1 2 3  Einzugsgebiet abgemessen auf dem Hintergrundlayer Topographische Karte.
7. 1 2  Länge abgemessen auf dem Hintergrundlayer Topographische Karte.
8. ↑  Schutzgebiete nach den jeweils einschlägigen Layern.

### Andere Belege
1. ↑  Modellierte Werte nach Abfluss-BW Gewässerknoten MQ/MNQ
2. ↑  www.baden-wuerttemberg.de: Pressemitteilung, Hochwasserschutz an der Tauber. 26. November 2015, abgerufen am 23. Juni 2021.
3. ↑  Wolf-Dieter Sick: Geographische Landesaufnahme: Die naturräumlichen Einheiten auf Blatt 162 Rothenburg o. d. Tauber. Bundesanstalt für Landeskunde, Bad Godesberg 1962. → Online-Karte (PDF; 4,7 MB)
4. ↑  Biologische Gewässergütekarte 1 : 350.000 der Landesanstalt für Umweltschutz Baden-Württemberg (PDF; 11,7 MB)
5. ↑  Geologie nach: Mapserver des Landesamtes für Geologie, Rohstoffe und Bergbau (LGRB) (Hinweise)